# Stefan Branth
Stefan Branth, född 13 januari 1959, är överläkare på medicinkliniken vid Akademiska sjukhuset i Uppsala och före detta elitorienterare. Han har genom åren varit rådgivare och läkare åt en mängd idrottsstjärnor och ett tiotal olika svenska landslag, bland annat svenska bronslaget i fotboll från 1994 och engelska fotbollslandslaget 2002.
Våren 2009 hade Stefan Branth premiär för sitt eget TV-program Diagnos okänd i TV3. I programmet ledde han ett läkarteam som hjälpte svenskar med svåra problem att få diagnos på svårdiagnosticerade sjukdomssymptom.
Branth har setts i sin läkarroll i många TV-program, senast i TV3:s dokumentära serie Sjukhuset där man kan följa honom i hans vardagsarbete på Akademiska sjukhuset i Uppsala. Han har också medverkat i Boston Tea Party med Filip Hammar och Fredrik Wikingsson. Malou efter tio och Biggest loser Sverige har Branth även medverkat i.
Som orienterare vann Branth bland annat svenska mästerskapen i stafett 1983 med Almby IK, Tiomila 1985, och som junior nordiska mästerskapen i stafett 1978 (Jörgen Mårtensson med i dessa lag).